# IC 126
IC 126 ist eine elliptische Galaxie vom Hubble-Typ E-S0 im Sternbild Walfisch südlich der Ekliptik. Sie ist schätzungsweise 266 Millionen Lichtjahre von der Milchstraße entfernt und hat einen Durchmesser von etwa 70.000 Lj. Die Galaxie ist Teil des Galaxienhaufens Abell 194.

Im selben Himmelsareal befinden sich u. a. die Galaxien NGC 564, NGC 577, IC 119, IC 120.
Das Objekt wurde am 6. Januar 1891 vom französischen Astronomen Stéphane Javelle entdeckt.